# Los caballos de Dios
Los caballos de Dios (en árabe يا خيل الله, en francés Les Chevaux de Dieu) es una película marroquí dirigida por Nabil Ayouch y estrenada en 2012. 
La película está inspirada en una novela de Mahi Binebine, Les Étoiles de Sidi Moumen, que evoca hechos reales: la tarde de 16 de mayo de 2003, cinco ataques suicidas ensangrentaron la ciudad de Casablanca, causando la muerte de 45 personas, incluidos la mayoría de los terroristas. 
Fue seleccionado para representar a Marruecos en los Premios Óscar de 2014 en la categoría a Mejor película internacional.

## Sinopsis
En un barrio pobre cerca de Casablanca, una familia pobre está tratando de sobrevivir, con un padre deprimido y una madre abrumada por las tareas diarias. Tarek, el más joven de los niños, apodado "Yachine" (en referencia a su ídolo, el futbolista ruso Lev Yashin), está bajo la protección de Hamid, su amigo mayor del vecindario. Otro hermano está debajo de la bandera, y el cuarto es casi autista. Durante una estancia en prisión, Hamid se convence de la causa del islamismo radical. Finalmente convence a Yachine y sus amigos, Nabil y Fouad, para que se unan a él. Un imán radicalizado, Abou Zoubeir, asegura su preparación física, espiritual y mental. Un día, les anunció que habían sido elegidos para convertirse en mártires de Alá. Por lo tanto, se están preparando para una serie de ataques suicidas planeados en Casablanca. 

## Estrenos
- Francia:
  - El 19 de mayo de 2012 en la sección Un certain regard del Festival de Cine de Cannes)
  - El 20 de febrero de 2013, lanzamiento nacional.
- Bélgica:
  - El 1 de octubre de 2012 en el Festival de cine francés de Namur
  - El 13 de febrero de 2013, lanzamiento nacional.

## Reparto
- Abdelhakim Rachid: Yachine
- Abdelilah Rachid: Hamid
- Hamza Souidek: Nabil
- Ahmed el-Idrissi Amrani: Fouad
- Dijo Lalaoui: Hamid a los 13
- Achraf Aafir: Yachine a los 10 años

## Premios y nominaciones
- Festival de cine de Cannes 2012: Premio François Chalais (selección " Un cierto respeto ")
- Festival Arte Mare de Bastia 2012: Gran premio
- Festival de cine de Montpellier 2012: Premio del público joven
- Festival de cine francófono de Namur 2012: Premio Especial del Jurado y Premio del Jurado Junior
- Festival Internacional de Cine de Valladolid 2012: Espiga de Oro
- Jornadas Cinematográficas Cartago 2012: Premio de la crítica internacional
- Festival de cine de Doha 2012: Mejor director
- Festival de cine de Giffoni 2012: Premio a la mejor película, Premio del público, Premio del jurado junior
- Festival Lumières d'Afrique Besançon 2012: Favorito del público
- Festival de Cine FESPACO 2013: Premio al mejor guion
- Festival Nacional de Cine de Tánger 2013: Premio a la Mejor Película y Premio a la Mejor Música
- Festival de cine mediterráneo de Alejandría 2013: Premio a la mejor creación artística, Premio al mejor guion.
- Festival de Cine de Maghreb de Argel 2013: Gran premio
- Trofeos de cine francófono 2013: 
  - Mejor director para Nabil Ayouch
  - Mejor guionista para Jamal Belmahi
- Festival Internacional de Cine de Seattle 2013: Mejor director por Nabil Ayouch
- Festival de cine mediterráneo de Bruselas 2013: Gran Premio del Jurado y Premio Ciné Europa
- Premios Lumiere 2014: Mejor película en francés fuera de Francia
- Nominación en el Festival Internacional de Cine de Palm Springs 2014